# Dan Futterman
Dan Futterman (* 8. Juni 1967 in Silver Spring, Maryland) ist ein US-amerikanischer Schauspieler und Drehbuchautor.

## Leben
Er wurde in Deutschland bekannt durch seine Auftritte als Vincent Gray in der Serie Für alle Fälle Amy. 2006 wurde er für sein erstes Drehbuch von Capote mit diversen Preisen ausgezeichnet und unter anderem für einen Oscar nominiert. Der Regisseur des Films, Bennett Miller, und der Hauptdarsteller, Philip Seymour Hoffman, sind Freunde Futtermans aus Kindertagen.
Zuvor war er vor allem in Nebenrollen von Kinofilmen wie König der Fischer (1991), The Birdcage – Ein Paradies für schrille Vögel (1996) oder Genug! (2002) zu sehen. 1997 übernahm er in der britischen Independent-Komödie Shooting Fish die Hauptrolle neben Kate Beckinsale. 
In Fernsehserien wie Caroline in the City, Homicide, Will & Grace (4 Folgen), Für alle Fälle Amy (von 1999 bis 2005 76 Folgen) und Sex and the City (Folge 2x11) absolvierte er Gastauftritte.
Im September 2007 kam der Film Ein mutiger Weg mit Futterman und Angelina Jolie in die Kinos, in dem die Geschichte von Mariane und Daniel Pearl verfilmt wurde.
2015 wurde er gemeinsam mit E. Max Frye für das Drehbuch zu Foxcatcher für den Oscar nominiert.
Er ist seit dem 23. September 2000 mit der Autorin Anya Epstein verheiratet. Das Paar hat zwei Töchter.

## Filmografie (Auswahl)

### Als Schauspieler
- 1996: The Birdcage – Ein Paradies für schrille Vögel (The Birdcage)
- 1996: Sekt oder Selters (Breathing Room)
- 1997: Caroline in the City (Fernsehserie, 1 Folge)
- 1997: Shooting Fish
- 1998: The Sound of War (When Trumpets Fade)
- 1999: Sex and the City (Fernsehserie, 1 Folge)
- 1999–2005: Für alle Fälle Amy (Judging Amy, Fernsehserie)
- 2000: Urbania
- 2002: Genug – Jeder hat eine Grenze (Enough)
- 2007: Ein mutiger Weg (A Mighty Heart)
- 2012: Hello I Must Be Going
- 2012: Political Animals (Fernsehserie, 4 Folgen)
- 2014: Kill the Messenger

### Als Drehbuchautor
- 2005: Capote
- 2010: In Treatment – Der Therapeut (In Treatment, Fernsehserie, 7 Folgen)
- 2014: Foxcatcher
- 2014: Gracepoint (Fernsehserie, 8 Folgen)